# Guilgal
Ne doit pas être confondu avec Gilgal I.
Guilgal, Gilgal ou Ghilgal (de l'hébreu גִּלְגָּל (gilgāl)), et aussi Galgala (dans Booz endormi de Victor Hugo) est le nom de plusieurs lieux mentionnés dans la Bible hébraïque. Ce nom est porté par au moins trois sites différents. Dans le livre de Josué, les Israélites campent à Guilgal après avoir traversé le Jourdain dans le secteur de Jéricho. Guilgal signifie probablement « cercle (de pierre) », à partir de la racine gll « rouler ». Ce nom indique la présence d'un ancien site sacré où des cercles de pierre étaient érigés.

## Guilgal dans la vallée du Jourdain

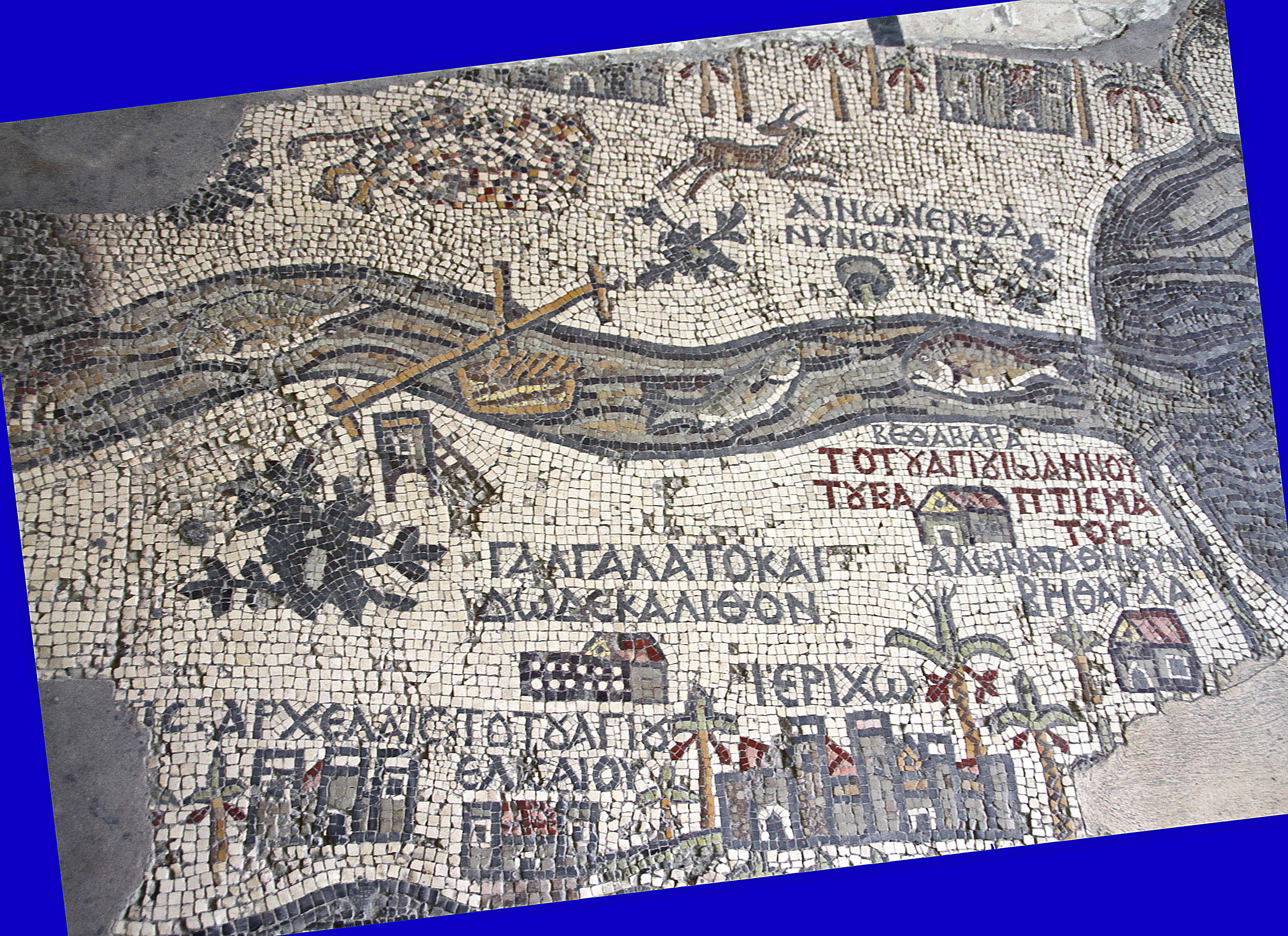
Le passage du Jourdain à Guilgal sur la carte de Madaba

Dans la Bible, le Guilgal le plus célèbre est le site où les Israélites établissent leur premier campement après leur entrée en Terre d'Israël. Le peuple établit alors son camp à Guilgal, « à l'orient de Jéricho ». Josué y dresse douze pierres tirées du Jourdain que les Enfants d'Israël ont traversés à pied sec. Les israélites y célèbrent la première Pâque  en Terre d'Israël. La génération née dans le désert y est circoncise. Le camp sert de base pour les campagnes de Josué en Canaan. Le site continue à être mentionné dans le livre de Samuel qui s'y rendait chaque année comme à Béthel et Miçpa pour y rendre la justice. Guilgal constitue l'un des sanctuaires du territoire d'Ephraïm, avec Shilo et Béthel. Lorsque se forme le premier royaume israélite centré sur les territoires d'Ephraim et Benjamin, le livre de Samuel indique que c'est à Guilgal que Saül est couronné roi. Le culte qui continue à y être pratiqué pendant la monarchie israélite attire la critique des prophètes Osée et Amos. Le site est peut-être appelé Beth Guilgal pendant la période du Second Temple.
La carte de Madaba présente une église qui inclut les douze pierres. Le site de Guilgal n'est pas identifié. Tell en-Nitla semble correspondre à la description mais les fouilles archéologiques n'ont pas indiqué d'occupation avant la période byzantine. Il peut correspondre à Khirbat al-Mafjar ou à Khirbet al-Athala.

## Autres
Guilgal est mentionné dans au début du Deuxième livre des Rois comme le point de départ des prophètes Élie et Élisée dans leur voyage au-delà du Jourdain. Le contexte semble indiquer qu'il s'agit d'un site dans les monts de Samarie à proximité de Béthel.
Une autre ville appelée Guilgal appartient à la tribu de Juda